# Незнакомцы (фильм, 2023)
«Незнакомцы» (англ. All of Us Strangers) — художественный фильм режиссёра Эндрю Хэйга. Главные роли в фильме исполнили Эндрю Скотт, Пол Мескал, Клэр Фой и Джейми Белл. Фильм является вольной экранизацией романа 1987 года «Незнакомцы» Таити Ямады. Это вторая экранизация романа после японского фильма 1988 года «Лето с призраками» режиссёра Нобухико Обаяси.
Премьера фильма состоялась на 50-м кинофестивале «Теллурайд» 31 августа 2023 года, а его выход в широкий прокат осуществлён 26 января 2024 года компанией Searchlight Pictures.

## Сюжет
Лондон, наши дни. Сценарист Адам живёт один в почти пустом многоэтажном доме. Однажды к нему звонит в дверь пьяный сосед снизу, который представляется Гарри, жалуется на одиночество и просит зайти в гости, но Адам его выпроваживает. Позже Адам находит в своих вещах фото родительского дома и отправляется в родную деревню, где его встречают молодые мужчина и женщина, которые называют его своим сыном и расспрашивают о жизни. По возвращении в Лондон он снова встречает Гарри, уже трезвого, и приглашает к себе. Адам рассказывает Гарри, что его родители погибли в авиакатастрофе, когда ему было 12. Мужчины делятся деталями своих жизней, оказывается, что они оба геи и довольно одиноки, но между ними пробегает искра, и они целуются и занимаются сексом.
Во время следующего визита в деревню Адам рассказывает маме, что он гей. Она принимает это с трудом, ссылаясь на различные стереотипы, ходившие во время её молодости. Адам пытается убедить её, что в современном мире всё совсем не так, и его ориентация ничем ему не мешает. После этого он снова видится с Гарри и занимается с ним сексом.
В следующий раз Адам говорит со своим отцом. Он спокойно принимает новости об ориентации сына, но признаётся, что не вступался за него, когда его обижали, потому что сам считал, что он этого заслуживает. Он просит прощения у Адама, оба плачут и обнимаются. По возвращении Адам и Гарри идут в клуб, где Гарри предлагает Адаму кетамин, который оба вдыхают. Сперва всё идёт нормально, но у Адама начинаются галлюцинации, он кричит и зовёт родителей, и Гарри увозит его домой. В это время Адам переносится в свою детскую спальню. Он не может уснуть и приходит к родителям в постель, где он рассказывает маме о том, как его отправили в Дублин после её смерти. Затем он неожиданно видит в постели Гарри и просыпается.
Адам рассказывает Гарри о том, что его отец умер мгновенно, а мать прожила несколько дней в реанимации, после чего скончалась. Её мать не позволила мальчику видеть тела погибших, и у него развился страх одиночества. Адам приглашает Гарри в дом родителей, но он пуст. Адам стучит в окна, Гарри пугается происходящего, но замечает призраки родителей в окне, которое Адам затем случайно разбивает.
Адам просыпается в доме родителей, которые говорят ему, что ему лучше не приходить больше. Они идут вместе в ресторан, где спрашивают сына, как они умерли. Он убеждает их, что оба погибли мгновенно. Они говорят сыну, что любят его и гордятся им, несмотря на его протесты о том, что он ничего не достиг в жизни, ведь он уже старше их. Затем они исчезают.
Вернувшись в Лондон, Адам идёт в квартиру Гарри, но обнаруживает там его мёртвое тело с трупными пятнами. Призрак Гарри заходит в свою квартиру и плачет, объясняя, что не смог справиться с одиночеством после того как Адам не пустил его. Адам успокаивает Гарри и приводит его к себе, укладывает на кровать и обнимает его.

## В ролях
- Эндрю Скотт — Адам
- Пол Мескал — Гарри
- Клэр Фой — мать Адама
- Джейми Белл — отец Адама

## Производство
Съёмки начались 30 июня 2022 года в Великобритании ещё до того, как был объявлен актёрский состав. Режиссёром и автором сценария стал Эндрю Хэйг. В основе сценария романа 1987 года «Незнакомцы» Тайти Ямады. В актёрский состав вошли Эндрю Скотт, Пол Мескал, Клэр Фой и Джейми Белл.
Премьера фильма состоялась на 50-м кинофестивале «Теллурайд» 31 августа 2023 года, а его выход в широкий прокат запланирован 22 декабря 2023 года в США и 26 января 2024 года в Великобритании.

## Признание
За роль Адама Эндрю Скотт был удостоен премии в категории «Лучший актер» Национального общества кинокритиков США и номинации на «Золотой глобус».
Картина получила девять номинаций на Премию Лондонского кружка кинокритиков.